# Роулэнд, Лора Джо
Лора Джо Роулэнд (англ. Laura Joh Rowland; 1954, Мичиган) — американская писательница китайского происхождения, являющаяся автором нескольких серий исторических детективных романов о приключениях средневекового японского следователя Сано Исиро и писательницы Шарлотты Бронте в Викторианской Англии.
Дебют Лоры Джо Роулэнд произошёл в 1994 году с выходом первой книги из серии о приключениях средневекового японского следователя Сано Исиро «Синдзю» (Shinju). Всего было выпущено 15 книг из этой серии и началась работа над 16. Недавно Джо Роулэнд начала работу над новой серией — о приключениях писательницы Шарлотты Бронте в Викторианской Англии, в этой серии опубликованы уже две книги.
Книги Роулэнд пользуются огромным успехом в США, странах Европы и Азии.

## Биография
Родилась Лора Джо Роулэнд в 1954 году в Мичигане. Обучалась в Мичиганском университете, где получила степень бакалавра микробиологии и магистра в области общественного здравоохранения. После окончания университета работала химиком-микробиологом. В 1981 году с мужем переехала в Новый Орлеан, где стала санитарным врачом по городу. Позже она получила работу инженера по качеству и занималась разработкой топливных баков для космических кораблей.
Отец Лоры Джо Роулэнд был большим поклонником детективов. Его самыми любимыми писателями были Агата Кристи, Микки Спиллейн, Росс Макдональд и другие классики детективного жанра. Сама Лора начинала с приключений Нэнси Дрю, а затем перечитала много книг детективного жанра. Для приятелей Роулэнд писала короткие детективы, и этот жанр понравился ей гораздо больше, чем истории для детей.

## Список произведений

### Сано Исиро
1994 — Синдзю (Shinju) 
 В этой книге впервые появляется Сано Исиро, который, собственно, и является главным героем всех последующих книг этой серии. 
 1996 — Бундори (Bundori) 
 Главный герой — бывший «ерики» Сано Исиро, вызванный из почётной отставки самим сёгуном 
 1997 — Путь предателя (The Way of the Traitor) 
 1998 — Татуировка наложницы (The Concubine’s Tattoo) 
 2000 — Жена самурая (The Samurai’s Wife) 
 2001 — Чёрный лотос (Black Lotus) 
 2002 — Интимный дневник гейши (The Pillow Book of Lady Wisteria) 
 2003 — Дворец вожделений (The Dragon King’s Palace) 
 2004 — Надушенный рукав (The Perfumed Sleeve) 
 2005 — The Assassin’s Touch 
 2006 — Красная хризантема (The Red Chrysanthemum) 
 2007 — The Snow Empress 
 2008 — The Fire Kimono 
 2009 — The Cloud Pavilion 
 2011 — The Ronin’s Mistress 
 2012 — The Incense Game 
 2013 — The Shogun’s Daughter 
2014 — The Iris Fan

### Засекреченные приключения Шарлотты Бронте
2008 — Засекреченные приключения Шарлотты Бронте (The Secret Adventures of Charlotte Bronte) 
 2010 — Bedlam: The Further Secret Adventures of Charlotte Bronte 

### Серия «Викторианские тайны» (Victorian Mystery)
2017 — The Ripper's Shadow: A Victorian Mystery
2018 — A Mortal Likeness: A Victorian Mystery